# 仁科裕貴
仁科 裕貴（にしな ゆうき）は広島県出身の小説家。修道中学校・高等学校、奈良教育大学教育学部卒業。第19回電撃小説大賞応募を経て文壇デビュー。元警察官。
幼い頃から文章を書くことが得意だった。物語を創る職業に就きたくて、当初はゲームクリエイターを目指し、16歳の時にクリエイターデビューを果たす。その後、勉強のために乱読していたミステリー小説にはまり、ミステリー小説を書くためにネタ集めとして奈良県警察の警察官になった。警察学校卒業後の交番実習中に職務質問した相手が強盗犯だったことから本部長から表彰を受けたという。その後は公安に所属していたが、激務により脳卒中で倒れたことを機に退職。
恋愛小説など幅広いジャンルを手がけているが、警察時代の経験から探偵が犯罪に関わることが不自然と感じ、自作には登場させていないという。
広島県内で猫と一緒に暮らしている。

## 作品リスト

### 座敷童子の代理人
- 座敷童子の代理人（2015年5月 メディアワークス文庫）
- 座敷童子の代理人2（2015年10月 メディアワークス文庫）
- 座敷童子の代理人3（2016年6月 メディアワークス文庫）
- 座敷童子の代理人4（2016年11月 メディアワークス文庫）
- 座敷童子の代理人5（2017年6月 メディアワークス文庫）
- 座敷童子の代理人6（2018年2月 メディアワークス文庫）
- 座敷童子の代理人7（2018年12月 メディアワークス文庫）
- 座敷童子の代理人8（2020年10月 メディアワークス文庫）
- 座敷童子の代理人9（2021年11月 メディアワークス文庫）
- 座敷童子の代理人10（2022年6月 メディアワークス文庫）

### 初恋ロスタイム
- 初恋ロスタイム（2016年1月 メディアワークス文庫 / 2019年8月 角川つばさ文庫）
- 【改題】初恋ロスタイム -First Time-（2019年8月 メディアワークス文庫）
- 初恋ロスタイム -Advanced Time-（2019年8月 メディアワークス文庫）

### 後宮の夜叉姫
- 後宮の夜叉姫（2019年5月 メディアワークス文庫）
- 後宮の夜叉姫2（2020年2月 メディアワークス文庫）
- 後宮の夜叉姫3（2021年3月 メディアワークス文庫）
- 後宮の夜叉姫4（2023年5月 メディアワークス文庫）
- 後宮の夜叉姫5（2023年6月 メディアワークス文庫）

### 識神さまには視えている
- 識神さまには視えている1 河童の三郎怪死事件（2024年11月 メディアワークス文庫）

ISBN-13 : 978-4049156201
- 識神さまには視えている2 吸血鬼、帝都に暗躍す（2024年12月 メディアワークス文庫）

ISBN-13 : 978-4049160420

### その他の作品
- 罪色の環 -リジャッジメント-（2014年3月 メディアワークス文庫）
- 神なき世界のトーメンター（2014年9月 電撃文庫）

## 映像化作品

### 映画
- 初恋ロスタイム（2019年9月20日公開、配給：KADOKAWA、監督：河合勇人、主演：板垣瑞生）[9]